# Guotnarjauratj
Guotnarjauratj är en sjö i Arjeplogs kommun i Lappland och ingår i Skellefteälvens huvudavrinningsområde. Sjön har en area på 0,0788 kvadratkilometer och ligger 793,2 meter över havet.